# FEC Strauss Trunnion Bascule Bridge
FEC Strauss Trunnion Bascule Bridge – kolejowy most ruchomy w Jacksonville, w stanie Floryda, na rzece St. Johns. Znajduje się w ciągu Florida East Coast Railway. Został otwarty w 1925.